# دار نشر معهد ماساتشوستس للتقانة
دار نشر معهد ماساتشوستس للتقانة هي دار نشر تابعة لمعهد ماساتشوستس للتقانة مقرها في كامبريدج بولاية ماساتشوستس الأمريكية، وتتخصص في المنشورات العلمية والتقنية. ميت بريس تنشر بانتظام أكثر من 30 مجلة. تأسسست عام 1962.

## التاريخ
تعود بداية الدار إلى عام 1926 حين نشر معهد ماساتشوستس للتقانة سلسلة محاضرات بعنوان "مشاكل الديناميكا الذرية" أعدها الفيزيائي الألماني ماكس بورن الحائز على جائزة نوبل لاحقاً، تحت اسم المعهد. وبعد ست سنوات، أسست عمليات النشر الخاصة بالمعهد رسمياً بإنشاء اسم تجاري جديد باسم دار نشر التقانة (بالإنجليزية: Technology Press) في عام 1932، والتي تأسست على يد جيمس كيليان الابن، الذي كان حينها رئيس تحرير مجلة خريجي المعهد وأصبح فيما بعد رئيساً للمعهد. نشرت دار نشر التقانة ثمانية عناوين بشكل مستقل، ثم دخلت في اتفاقية مع الناشر جون وايلي وأولاده في عام 1937، حيث أخذت دار نشر وايلي على عاتقه مسؤوليات التسويق والتحرير. وفي عام 1962، انتهت العلاقة مع وايلي بعد نشر 125 عنوانًا آخر، واكتسبت دار نشر التقانة اسمها الحالي بعد هذا الانفصال، ومنذ ذلك الحين وهي تعمل كدار نشر مستقلة.
في عام 1969، افتتح مكتب تسويق أوروبي، وأضيف قسم للمجلات في عام 1972. وفي أواخر السبعينيات، استجاب الناشر لتغير الظروف الاقتصادية وضيق نطاق فهرسته للتركيز على بعض المجالات الرئيسية، بدايةً من الهندسة المعمارية وعلوم الحاسوب والذكاء الاصطناعي والاقتصاد وعلوم الإدراك.
في يناير 2010، نشرت دار النشر التابعة لمعهد ماساتشوستس للتقنية عنوانها الناشر رقم 9000، واحتفلت بمناسبة الذكرى الخمسين لتأسيسها في عام 2012، بما في ذلك نشر كتيب تذكاري ورقي والإلكتروني.
وقامت الدار بتأسيس ترايليتيرال المحدودة للتوزيع مع دار نشر جامعة ييل ودار نشر جامعة هارفارد، واستحوذت شركة الخدمات المركزية على ترايليتيرال المحدودة في عام 2018.
وفي يوليو 2020، انتقلت دار نشر معهد ماساتشوستس للتقانة إلى خدمات نشر بنغوين راندوم هاوس للمبيعات والتوزيع على مستوى العالم.

## أعمالها

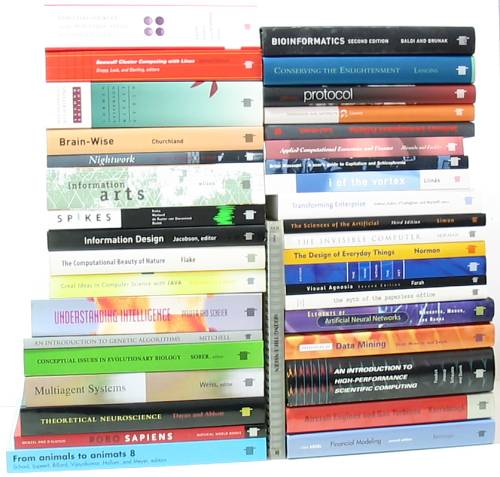
تنشر دار معهد ماساتشوستس للتقنية عناوين أكاديمية وعامة في مجالات متنوعة

تنشر دار معهد ماساتشوستس للتقنية عناوين أكاديمية وعامة في المجالات التالية: الفنون والهندسة المعمارية، والدراسات الثقافية والبصرية والعلوم الإدراكية والفلسفة وعلم اللغة، وعلوم الحاسوب والاقتصاد والتمويل والأعمال، والعلوم البيئية والعلوم السياسية والعلوم الحياتية، وعلم الأعصاب والوسائط الجديدة وعلوم وتكنولوجيا والمجتمع.
تعمل دار نشر معهد ماساتشوستس للتقانة كموزع لعدة دور نشر، منها سيميوتيكست (إي)، وكلية جولدسميث ودار مارك بلكينغتون، وستيرنبيرغ وتيرى نوفا للنشر ويوربانوميك للنشر، وسيكوينس للنشر. وفي عام 2000، أطلقت الداركوغ نت [الإنجليزية]، وهو مصدر عبر الإنترنت لدراسة الدماغ والعلوم الإدراكية.
في عام 1981، قامت دار نشر معهد ماساتشوستس للتقنية بنشر أول كتاب لها تحت علامتها التجارية "برادفورد بوكس"، وهو كتاب يحمل عنوان "عواصف الدماغ: مقالات فلسفية حول العقل وعلم النفس" للكاتب دانيال دينيت، ويتناول الكتاب موضوعات فلسفية حول العقل وعلم النفس.
في عام 2018، أطلقت الدار بالتعاون مع مختبر أم آي تي للإعلام [الإنجليزية] مختبر الإعلام في الجامعة مجموعة "مستقبلات المعرفة"، وذلك لتطوير ونشر تقنيات ومنصات نشر مفتوحة المصدر.
في عام 2019، أطلقت الدار "مجلة دار نشر إم آي تي" الرقمية، والتي تستخدم الأرشيف الخاص بدار النشر وعائلة المؤلفين لإنتاج مقتطفات معدلة ومقابلات وأعمال أخرى أصلية. تصف المجلة نفسها بأنها تهدف إلى تسليط الضوء على الأفكار الجريئة والأصوات التي تشكل الكتالوج الواسع للدار، وإعادة النظر في المقاطع المهملة، والغوص في القصص التي ألهمت الكتب.

## إشارة الناشر

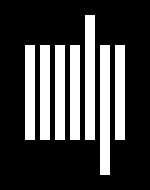
الشعار الذي صممته موريل كوبر

تستخدم دار نشر معهد ماساتشوستس للتقنية "شعار" أو "كولوفون" صممته مديرة التصميم ذات التجربة الطويلة، موريل كوبر، في عام 1962. يستند التصميم إلى نسخة مجردة بشكل كبير من الأحرف الصغيرة "mitp"، حيث تميز الانتصاب لحرف "t" في الخط الخامس والانحدار لحرف "p" في الخط السادس كأهم فروق التمييز بين الحروف. وأصبح هذا التصميم نقطة مرجعية مهمة لإعادة تصميم شعار مختبر مختبر أم آي تي للإعلام [الإنجليزية] في عام 2015 بواسطة شركة بنتاغرام [الإنجليزية].